# ATP Challenger Tour 2010
Seznam turnajů série ATP Challenger Tour v roce 2010.

## Leden
| Č. | Datum     | Turnaj                               | Místo konání          | Dotace    | Povrch    | Vítěz           | Výsledek    | Poražený finalista   |
| 1. | 4. leden  | Internationaux de Nouvelle-Calédonie | Noumea, Francie       | 75 000 $  | tvrdý     | Florian Mayer   | 6-3, 6-0    | Flavio Cipolla       |
| 2. | 4. leden  | Prime Cup Aberto de São Paulo        | São Paulo, Brazílie   | 125 000 $ | tvrdý     | Ricardo Mello   | 6-3, 6-1    | Eduardo Schwank      |
| 3. | 11. leden | Challenger Salinas Diario Expreso    | Salinas, Ekvádor      | 35 000 $  | tvrdý     | Brian Dabul     | 6-3, 6-2    | Nicolás Massú        |
| 4. | 25. leden | Seguros Bolivar Open Bucaramanga     | Bucaramanga, Kolumbie | 35 000 $  | antuka    | Eduardo Schwank | 6-4, 6-2    | Juan Pablo Brzezicki |
| 5. | 25. leden | Intersport Heilbronn Open            | Talheim, Německo      | 85 000 €  | tvrdý (h) | Michael Berrer  | 6-3, 7-6(5) | Andrej Golubev       |
| 6. | 25. leden | Honolulu Challenger                  | Honolulu, USA         | 50 000 $  | tvrdý     | Michael Russell | 6-0, 6-3    | Grega Žemlja         |

## Únor
| Č.  | Datum    | Turnaj                              | Místo konání      | Dotace    | Povrch      | Vítěz                | Výsledek    | Poražený finalista   |
| 7.  | 1. únor  | McDonald's Burnie International     | Burnie, Austrálie | 50 000 $  | tvrdý       | Bernard Tomic        | 6-4, 6-2    | Greg Jones           |
| 8.  | 1. únor  | Challenger of Dallas                | Dallas, USA       | 50 000 $  | tvrdý (h)   | Ryan Sweeting        | 6-4, 6-2    | Carsten Ball         |
| 9.  | 1. únor  | Kazan Kremlin Cup                   | Kazaň, Rusko      | 50 000 $  | tvrdý (h)   | Michał Przysiężny    | 7-6(5), 6-4 | Julian Reister       |
| 10. | 8. únor  | Internazionali di Tennis di Bergamo | Bergamo, Itálie   | 42 500 €  | tvrdý (h)   | Karol Beck           | 6-4, 6-4    | Gilles Müller        |
| 11. | 15. únor | GEMAX Open                          | Bělehrad, Srbsko  | 106 500 € | koberec (h) | Karol Beck           | 7-5, 7-6(4) | Ilija Bozoljac       |
| 12. | 15. únor | Morocco Tennis Tour – Tanger        | Tanger, Maroko    | 30 000 €  | antuka      | Stéphane Robert      | 7-6(5), 6-4 | Oleksandr Dolgopolov |
| 13. | 22. únor | Morocco Tennis Tour – Meknes        | Meknes, Maroko    | 30 000 €  | antuka      | Oleksandr Dolgopolov | 7-5, 6-2    | Rui Machado          |

## Březen
| Č.  | Datum      | Turnaj                            | Místo konání              | Dotace    | Povrch      | Vítěz                  | Výsledek          | Poražený finalista   |
| 14. | 1. březen  | Challenger DCNS de Cherbourg      | Cherbourg, Francie        | 42 500 €  | tvrdý (h)   | Nicolas Mahut          | 6-4, 6-3          | Gilles Müller        |
| 15. | 8. březen  | Morocco Tennis Tour – Rabat       | Rabat, Maroko             | 42 500 €  | antuka      | Rubén Ramírez Hidalgo  | 6-4, 6-4          | Marcel Granollers    |
| 16. | 8. březen  | Japan Indoor Tennis Championships | Kyoto, Japonsko           | 35 000 $  | koberec (h) | Júiči Sugita           | 4-6, 6-4, 6-1     | Matthew Ebden        |
| 17. | 8. březen  | BH Telecom Indoors                | Sarajevo, Bosna a Herc.   | 30 000 €  | tvrdý (h)   | Édouard Roger-Vasselin | 6-7(5), 6-3, 1-0r | Karol Beck           |
| 18. | 15. březen | BMW Tennis Championship           | Sunrise, USA              | 125 000 $ | tvrdý       | Florian Mayer          | 6-4, 6-4          | Gilles Simon         |
| 19. | 15. březen | Morocco Tennis Tour – Marrakech   | Marrakech, Maroko         | 106 500 € | antuka      | Jarkko Nieminen        | 6-3, 6-2          | Oleksandr Dolgopolov |
| 20. | 15. březen | Città di Caltanissetta            | Caltanissetta, Itálie     | 42 500 €  | antuka      | Robin Haase            | 7-5, 6-3          | Matteo Trevisan      |
| 21. | 22. březen | Open Barletta                     | Barletta, Itálie          | 42 500 €  | antuka      | Pere Riba              | 6-3, r            | Steve Darcis         |
| 22. | 22. březen | The Caversham International       | Jersey, Normanské ostrovy | 42 500 €  | tvrdý (h)   | Jan Hernych            | 7-6 (3), 6-4      | Jan Minář            |
| 23. | 22. březen | Rimouski Challenger               | Rimouski, Kanada          | 35 000 $  | tvrdý (h)   | Rik de Voest           | 6-0, 7-5          | Tim Smyczek          |
| 24. | 29. březen | Tennis Napoli Cup                 | Neapol, Itálie            | 30 000 €  | antuka      | Rui Machado            | 6-4, 6-4          | Federico del Bonis   |
| 25. | 29. březen | Open Prévadiès                    | Saint-Brieuc, Francie     | 30 000 €  | antuka      | Michał Przysiężny      | 4-6, 6-2, 6-3     | Ramírez Hidalgo      |

## Duben
| Č.  | Datum     | Turnaj                                   | Místo konání       | Dotace    | Povrch     | Vítěz              | Výsledek            | Poražený finalista |
| 26. | 5. duben  | Bancolombia Open                         | Bogota, Kolumbie   | 125 000 $ | antuka (h) | João Souza         | 4-6, 6-4, 6-1       | Alejandro Falla    |
| 27. | 5. duben  | Mitsubishi Electric Cup                  | Monza, Itálie      | 30 000 €  | antuka     | Daniel Brands      | 6-7(4), 6-3, 6-4    | Pablo Andújar      |
| 28. | 12. duben | Baton Rouge Pro Tennis Classic           | Baton Rouge, USA   | 50 000 $  | tvrdý      | Kevin Anderson     | 6–7(7), 7–6(7), 6–1 | Tobias Kamke       |
| 29. | 12. duben | Aberto Santa Catarina De Tenis           | Blumenau, Brazílie | 35 000 $  | antuka     | Marcos Daniel      | 7–5, 6–7(5), 6–4    | Bastian Knittel    |
| 30. | 12. duben | Soweto Open                              | Johannesburg, JAR  | 100 000 $ | tvrdý      | Dustin Brown       | 7–6(2), 6–3         | Izak van der Merwe |
| 31. | 12. duben | Abierto Intern'l del Bicentenario Leon   | León, Mexiko       | 35 000 $  | tvrdý      | Santiago González  | 3–6, 6–1, 7–5       | Michał Przysiężny  |
| 32. | 12. duben | Seguros Bolivar Open Pereira             | Pereira, Kolumbie  | 35 000 $  | tvrdý      | Santiago Giraldo   | 6–3, 6–3            | Paolo Lorenzi      |
| 33. | 12. duben | Rai Open                                 | Řím, Itálie        | 30 000 €  | antuka     | Filippo Volandri   | 6–4, 7–5            | Lamine Ouahab      |
| 34. | 19. duben | 2010 Status Athens Open                  | Athény, Řecko      | 85 000 €  | tvrdý      | Lu Jan-sun         | 3–6, 7–6(4), 6–4    | Rainer Schüttler   |
| 35. | 19. duben | Brazil Open Series                       | Curitiba, Brazílie | 35 000 $  | antuka     | Dominik Meffert    | 6–4, 6–7(3), 6–2    | Ricardo Mello      |
| 36. | 19. duben | Roma Open                                | Řím, Itálie        | 30 000 €  | antuka     | Federico del Bonis | 6–4, 6–3            | Florian Mayer      |
| 37. | 19. duben | Tallahassee Tennis Challenger            | Tallahassee, USA   | 50 000 $  | antuka     | Brian Dabul        | 4–6, 4–0, ret.      | Robby Ginepri      |
| 38. | 26. duben | Manta Open – Trofeo Ricardo Delgado Aray | Manta, Ekvádor     | 35 000 $  | tvrdý      | Gó Soeda           | 7–6(5), 6–2         | Ryler DeHeart      |
| 39. | 26. duben | Prosperita Open                          | Ostrava, Česko     | 42 500 €  | tvrdý      | Lukáš Rosol        | 7–5, 4–6, 7–6(4)    | Ivan Dodig         |
| 40. | 26. duben | Ixian Grand Aegean Tennis Cup            | Rhodos, Řecko      | 85 000 €  | tvrdý      | Dudi Sela          | 7–6(3), 6–3         | Rainer Schüttler   |
| 41. | 26. duben | Tunis Open                               | Tunis, Tunisko     | 125 000 $ | tvrdý      | José Acasuso       | 6–3, 6–4            | Daniel Brands      |

## Květen
| Č.  | Datum      | Turnaj                                     | Místo konání               | Dotace    | Povrch | Vítěz             | Výsledek         | Poražený finalista   |
| 42. | 3. květen  | Israel Open                                | Ramat HaŠaron, Izrael      | 100 000 $ | tvrdý  | Conor Niland      | 5-7, 7-6(5), 6-3 | Thiago Alves         |
| 43. | 3. květen  | Palm Hills International Tennis Challenger | Káhira, Egypt              | 35 000 $  | antuka | Ivo Minář         | 3-6, 6-2, 6-3    | Simone Vagnozzi      |
| 44. | 3. květen  | Sanremo Tennis Cup                         | San Remo, Itálie           | 30 000 €  | antuka | Gastón Gaudio     | 7-5, 6-0         | M. Vassallo Argüello |
| 45. | 3. květen  | Tail Savannah Challenger                   | Savannah, USA              | 50 000 $  | antuka | Kei Nišikori      | 6-4, 6-0         | Ryan Sweeting        |
| 46. | 10. květen | Canella Challenger                         | Biella, Itálie             | 30 000 €  | antuka | Björn Phau        | 6-4, 6-2         | Simone Bolelli       |
| 47. | 10. květen | BNP Paribas Primrose Bordeaux              | Bordeaux, Francie          | 85 000 €  | antuka | Richard Gasquet   | 4-6, 6-4, 6-1    | Michaël Llodra       |
| 48. | 10. květen | Busan Open Challenger Tennis               | Busan, Jižní Korea         | 75 000 $  | tvrdý  | Lim Yong-Kyu      | 6-1, 6-4         | Lu Jan-sun           |
| 49. | 10. květen | Sarasota Open                              | Sarasota, USA              | 50 000 $  | antuka | Kei Nišikori      | 2–6, 6–3, 6–4    | Brian Dabul          |
| 50. | 10. květen | Zagreb Open                                | Záhřeb, Chorvatsko         | 42 500 €  | antuka | Jurij Ščukin      | 6–3, 7–5         | Santiago Ventura     |
| 51. | 17. květen | Trofeo Paolo Corazzi                       | Cremona, Itálie            | 30 000 €  | tvrdý  | Denis Gremelmayr  | 6–4, 7–5         | Marius Copil         |
| 52. | 17. květen | Fergana Challenger                         | Fergana, Uzbekistán        | 35 000 $  | tvrdý  | Jevgenij Kirilov  | 6–3, 2–6, 6–2    | Zhang Ze             |
| 53. | 24. květen | Trofeo Cassa di Risparmio Alessandria      | Alessandria, Itálie        | 30 000 €  | antuka | Björn Phau        | 7–6(6), 2–6, 6–2 | Carlos Berlocq       |
| 54. | 24. květen | USTA LA Tennis Open                        | Carson, USA                | 50 000 $  | tvrdý  | Donald Young      | 6–4, 6–4         | Robert Kendrick      |
| 55. | 31. květen | Franken Challenge                          | Fürth, Německo             | 42 500 €  | antuka | Robin Haase       | 6–4, 6–2         | Tobias Kamke         |
| 56. | 31. květen | AEGON Trophy                               | Nottingham, Velká Británie | 42 500 €  | tráva  | Ričardas Berankis | 6–4, 6-4         | Gó Soeda             |
| 57. | 31. květen | UniCredit Czech Open                       | Prostějov, Česko           | 106 500 € | antuka | Jan Hájek         | 6–0, RET         | Radek Štěpánek       |
| 58. | 31. květen | Due Ponti Cup                              | Řím, Itálie                | 42 500 €  | antuka | Filippo Volandri  | 6–2, 6–4         | Reda El Amrani       |
| 59. | 31. květen | Weil Tennis Academy Challenger             | Ojai, USA                  | 50 000 $  | tvrdý  | Bobby Reynolds    | 3–6, 7–5, 7–5    | Marinko Matosevic    |

## Červen
| Č.  | Datum      | Turnaj                          | Místo konání          | Dotace    | Povrch | Vítěz              | Výsledek         | Poražený finalista |
| 60. | 7. červen  | Košice Open                     | Košice, Slovensko     | 30 000 €  | antuka | Ramírez Hidalgo    | 6-3, 6-2         | Filip Krajinović   |
| 61. | 7. červen  | BSI Challenger Lugano           | Lugano, Švýcarsko     | 85 500 €  | antuka | Stanislas Wawrinka | 6-7(2), 6-2, 6-1 | Potito Starace     |
| 62. | 14. červen | ZRE Katowice Bytom Open         | Bytom, Polsko         | 30 000 €  | antuka | Pere Riba          | 6-0, 6-3         | Facundo Bagnis     |
| 63. | 14. červen | Aspria Tennis Cup               | Milán, Itálie         | 30 000 €  | antuka | Frederico Gil      | 6-1, 7-5         | Máximo González    |
| 64. | 21. červen | Marburg Open                    | Marburg, Německo      | 30 000 €  | antuka | Simone Vagnozzi    | 2-6, 6-3, 7-5    | Ivo Minář          |
| 65. | 21. červen | Camparini Gioielli Cup          | Reggio Emilia, Itálie | 85 000 €  | antuka | Carlos Berlocq     | 6-0, 7-6(1)      | Pablo Andújar      |
| 66. | 21. červen | Nord LB Open                    | Braunschweig, Německo | 106 500 € | antuka | Michail Kukuškin   | 6-2, 3-0 r       | Marcos Daniel      |
| 67. | 28. červen | Sporting Challenger             | Turín, Itálie         | 85 000 €  | antuka | Simone Bolelli     | 7-6(7), 6-2      | Potito Starace     |
| 68. | 28. červen | Nielsen Pro Tennis Championship | Winnetka, USA         | 50 000 $  | tvrdý  | Brian Dabul        | 6-1, 1-6, 6-1    | Tim Smyczek        |
| 69. | 28. červen | Arad Challenger                 | Arad, Rumunsko        | 30 000 €  | antuka | David Guez         | 6-3, 6-1         | Benoît Paire       |

## Červenec
| Č.  | Datum        | Turnaj                                | Místo konání             | Dotace    | Povrch | Vítěz             | Výsledek         | Poražený finalista   |
| 70. | 5. červenec  | Open Diputación Ciudad de Pozoblanco  | Pozoblanco, Španělsko    | 85 000 €  | tvrdý  | Ramírez Hidalgo   | 7-6(6), 6-4      | R. Bautista-Agut     |
| 71. | 5. červenec  | Siemens Open                          | Scheveningen, Nizozemsko | 42 500 €  | antuka | Denis Gremelmayr  | 7-5, 6-4         | Thomas Schoorel      |
| 72. | 5. červenec  | Oberstaufen Cup                       | Oberstaufen, Německo     | 30 000 €  | antuka | Martin Fischer    | 6-3, 6-4         | Cedrik-Marcel Stebe  |
| 73. | 5. červenec  | Carisap Tennis Cup                    | San Benedetto, Itálie    | 30 000 €  | antuka | Carlos Berlocq    | 6-3, 4-6, 6-4    | Daniel Gimeno-Traver |
| 74. | 12. červenec | Seguros Bolívar Open Bogotá           | Bogota, Kolumbie         | 125 000 $ | antuka | Robert Farah      | 6–3, 2–6, 7–6(3) | Carlos Salamanca     |
| 75. | 12. červenec | Comerica Bank Challenger              | Aptos, USA               | 75 000 $  | tvrdý  | Marinko Matosevic | 6–4, 6–2         | Donald Young         |
| 76. | 12. červenec | Riviera di Rimini Challenger          | Rimini, Itálie           | 42 500 €  | antuka | Paolo Lorenzi     | 6–2, 6–0         | Federico del Bonis   |
| 77. | 19. červenec | Poznań Porsche Open                   | Poznań, Polsko           | 85 000 €  | antuka | Denis Gremelmayr  | 6–1, 6–2         | Andrej Kuzněcov      |
| 78. | 19. červenec | Trofeo Bellaveglia                    | Orbetello, Itálie        | 64 000 €  | antuka | Pablo Andújar     | 6-4, 6-3         | E. Roger-Vasselin    |
| 79. | 19. červenec | Fifth Third Bank Tennis Championships | Lexington, USA           | 50 000 $  | tvrdý  | Carsten Ball      | 6–4, 7–6(1)      | Jesse Levine         |
| 80. | 19. červenec | Penza Cup                             | Penza, Rusko             | 50 000 $  | tvrdý  | Michail Kukuškin  | 6–3, 6–7(3), 6–3 | Konstantin Kravčuk   |
| 81. | 19. červenec | Guzzini Challenger                    | Recanati, Itálie         | 30 000 €  | antuka | Stéphane Bohli    | 6–0, 3–6, 7–6(5) | Adrian Mannarino     |
| 82. | 26. červenec | Zucchetti Kos Tennis Cup              | Cordenons, Itálie        | 85 000 €  | antuka | Steve Darcis      | 6–2, 6–4         | D. Muñoz-De La Nava  |
| 83. | 26. červenec | Challenger Banque Nationale de Granby | Granby, Kanada           | 50 000 $  | tvrdý  | Tobias Kamke      | 6–3, 7–6(4)      | Milos Raonic         |
| 84. | 26. červenec | Mordovia Cup                          | Saransk, Rusko           | 50 000 $  | antuka | Ivan Sergejev     | 7–6(2), 6–1      | Marek Semjan         |
| 85. | 26. červenec | Tampere Open                          | Tampere, Finsko          | 42 500 €  | antuka | Éric Prodon       | 6–4, 6–4         | Leonardo Tavares     |

## Srpen
| Č.   | Datum     | Turnaj                                  | Místo konání               | Dotace    | Povrch | Vítěz                | Výsledek            | Poražený finalista |
| 86.  | 2. srpen  | Odlum Brown Vancouver Open              | Vancouver, Kanada          | 100 000 $ | tvrdý  | Dudi Sela            | 7–5, 6–2            | Ričardas Berankis  |
| 87.  | 2. srpen  | Open Castilla y León                    | Segovia, Španělsko         | 85 000 €  | tvrdý  | Daniel Gimeno-Traver | 6–4, 7–6(2)         | Adrian Mannarino   |
| 88.  | 2. srpen  | San Marino CEPU Open                    | San Marino, San Marino     | 85 000 €  | antuka | Robin Haase          | 6–2, 7–6(8)         | Filippo Volandri   |
| 89.  | 2. srpen  | Beijing International Challenger        | Peking, Čína               | 75 000 $  | tvrdý  | Franko Škugor        | 4–6, 6–4, 6–3       | Laurent Recouderc  |
| 90.  | 2. srpen  | Austrian Open Kitzbühel                 | Kitzbühel, Rakousko        | 64 000 €  | antuka | Andreas Seppi        | 6–2, 6–1            | Victor Crivoi      |
| 91.  | 2. srpen  | MasterCard Tennis Cup                   | Campos do Jordão, Brazílie | 50 000 $  | tvrdý  | Izak van der Merwe   | 7–6(6), 6–3         | Ricardo Mello      |
| 92.  | 9. srpen  | American Express – TED Open             | Istanbul, Turecko          | 100 000 $ | tvrdý  | Adrian Mannarino     | 6–4, 3–6, 6–3       | Michail Kukuškin   |
| 93.  | 9. srpen  | LG&T Tennis Challenger                  | Binghamton, USA            | 50 000 $  | tvrdý  | Kei Nišikori         | 6–3, 7–6(4)         | Robert Kendrick    |
| 94.  | 9. srpen  | Aberto de Brasília                      | Brasília, Brazílie         | 35 000 $  | tvrdý  | Tacuma Itó           | 6–4, 6–4            | Izak van der Merwe |
| 95.  | 9. srpen  | Samarkand Challenger                    | Samarkand, Uzbekistán      | 35 000 $  | antuka | Andrej Martin        | 6–4,7–5             | Marek Semjan       |
| 96.  | 9. srpen  | Trani Cup                               | Trani, Itálie              | 30 000 €  | antuka | Jesse Huta Galung    | 7–6(3), 6–4         | Filippo Volandri   |
| 97.  | 16. srpen | Aberto de Bahia                         | Salvador, Brazílie         | 35 000 $  | tvrdý  | Ricardo Mello        | 5–7, 6–4, 6–4       | Thiago Alves       |
| 98.  | 16. srpen | Karshi Challenger                       | Karši, Uzbekistán          | 35 000 $  | tvrdý  | Blaž Kavčič          | 7–6(6), 7–6(5)      | Michael Venus      |
| 99.  | 16. srpen | Concurso Int'l de Tenis – San Sebastián | San Sebastián, Španělsko   | 30 000 €  | antuka | Albert Ramos-Viñolas | 6–4, 6–2            | Benoît Paire       |
| 100. | 23. srpen | Savoldi–Cò – Trofeo Dimmidisì           | Manerbio, Itálie           | 64 000 €  | antuka | Robin Haase          | 6–3, 6–2            | Marco Crugnola     |
| 101. | 23. srpen | Astana Cup                              | Nur-Sultan, Kazachstán     | 50 000 $  | tvrdý  | Igor Kunicyn         | 4–6, 7–6(5), 7–6(3) | Konstantin Kravčuk |
| 102. | 23. srpen | IPP Trophy                              | Ženeva, Švýcarsko          | 30 000 €  | antuka | Grigor Dimitrov      | 6–2, 4–6, 6–4       | Pablo Andújar      |
| 103. | 30. srpen | Città di Como Challenger                | Como, Itálie               | 30 000 $  | antuka | Robin Haase          | 6–4, 6–3            | Ivo Minář          |

## Září
| Č.   | Datum    | Turnaj                                  | Místo konání                    | Dotace    | Povrch | Vítěz                  | Výsledek            | Poražený finalista     |
| 104. | 6. září  | AON Open Challenger                     | Janov, Itálie                   | 85 000 €  | antuka | Fabio Fognini          | 6–4, 6–1            | Potito Starace         |
| 105. | 6. září  | Copa Sevilla                            | Sevilla, Španělsko              | 42 500 €  | antuka | Albert Ramos-Viñolas   | 6–3, 3–6, 7–5       | Pere Riba              |
| 106. | 6. září  | Trophée des Alpilles                    | Saint-Rémy-de-Provence, Francie | 42 500 €  | tvrdý  | Jerzy Janowicz         | 3–6, 7–6(8), 7–6(6) | Édouard Roger-Vasselin |
| 107. | 6. září  | TEAN International                      | Alphen aan den Rijn, Nizozemsko | 42 500 €  | antuka | Jesse Huta Galung      | 6–7(4), 6–4, 6–4    | Thomas Schoorel        |
| 108. | 6. září  | Rijeka Open                             | Rijeka, Chorvatsko              | 30 000 €  | antuka | Blaž Kavčič            | 6–4, 3–6, 7–6(5)    | Rubén Ramírez Hidalgo  |
| 109. | 6. září  | Braşov Challenger                       | Braşov, Rumunsko                | 30 000 €  | antuka | Éric Prodon            | 7–6(1), 6–3         | Jaroslav Pospíšil      |
| 110. | 13. září | Pekao Szczecin Open                     | Štětín, Polsko                  | 106 500 € | antuka | Pablo Cuevas           | 6–1, 6–1            | Igor Andrejev          |
| 111. | 13. září | Banja Luka Challenger                   | Banja Luka, Bosna a Hercegovina | 64 000 €  | antuka | Marsel İlhan           | 6–0, 7–6(4)         | Pere Riba              |
| 112. | 13. září | USTA Challenger of Oklahoma             | Tulsa, USA                      | 50 000 $  | tvrdý  | Bobby Reynolds         | 6–3, 6–3            | Lester Cook            |
| 113. | 13. září | Chang-Sat Bangkok Open                  | Bangkok, Thajsko                | 35 000 $  | tvrdý  | Grigor Dimitrov        | 6–1, 6–4            | Konstantin Kravčuk     |
| 114. | 13. září | BH Tennis Open International Cup        | Belo Horizonte, Brazílie        | 35 000 $  | tvrdý  | Rogério Dutra da Silva | 6–4, 6–3            | Facundo Argüello       |
| 115. | 13. září | BH Internazionali di Tennis dell'Umbria | Todi, Itálie                    | 30 000 €  | tvrdý  | Carlos Berlocq         | 6–4, 6–3            | Marcel Granollers      |
| 116. | 20. září | Copa Petrobras Bogotá                   | Bogotá, Kolumbie                | 75 000 $  | antuka | João Souza             | 6–4, 7–6(5)         | Reda El Amrani         |
| 117. | 20. září | Türk Telecom İzmir Cup                  | İzmir, Turecko                  | 64 000 €  | tvrdý  | Somdev Devvarman       | 6–4, 6–3            | Marsel İlhan           |
| 118. | 20. září | ATP Challenger Trophy                   | Trnava, Slovensko               | 64 000 €  | antuka | Jaroslav Pospíšil      | 6–4, 4–6, 6–3       | Jurij Ščukin           |
| 119. | 20. září | ATP BMW Ljubljana Open                  | Lublaň, Slovinsko               | 42 500 €  | antuka | Blaž Kavčič            | 6–2, 4–6, 7–5       | David Goffin           |
| 120. | 20. září | Chang-Sat Bangkok 2 Open                | Bangkok, Thajsko                | 35 000 $  | tvrdý  | Grigor Dimitrov        | 6–4, 6–1            | Alexandre Kudrjavcev   |
| 121. | 27. září | Copa Petrobras Montevideo               | Montevideo, Uruguay             | 75 000 $  | antuka | Máximo González        | 1–6, 6–3, 6–4       | Pablo Cuevas           |
| 122. | 27. září | Seguros Bolívar Open Cali               | Cali, Kolumbie                  | 75 000 $  | antuka | Carlos Salamanca       | 7–5, 3–6, 6-3       | Júlio Silva            |
| 123. | 27. září | Tennislife Cup                          | Neapol, Itálie                  | 42 500 €  | antuka | Fabio Fognini          | 6–4, 4–2, ret..     | Boris Pašanski         |

## Říjen
| Č.   | Datum     | Turnaj                              | Místo konání             | Dotace    | Povrch       | Vítěz             | Výsledek            | Poražený finalista |
| 124. | 4. říjen  | Ethias Trophy                       | Mons, Belgie             | 106 500 € | tvrdý (hala) | Adrian Mannarino  | 7–5, 6–4            | Steve Darcis       |
| 125. | 4. říjen  | Copa Petrobras Buenos Aires         | Buenos Aires, Argentina  | 75 000 $  | antuka       | Máximo González   | 6–4, 6–3            | Pablo Cuevas       |
| 126. | 4. říjen  | Natomas Men's Pro Tennis Tournament | Sacramento, USA          | 50 000 $  | tvrdý        | John Millman      | 6–3, 6–2            | Robert Kendrick    |
| 127. | 4. říjen  | Sicilia Classic                     | Palermo, Itálie          | 42 500 €  | antuka       | Attila Balázs     | 7–6(4), 2–6, 6–1    | Martin Fischer     |
| 128. | 4. říjen  | Cerveza Club Premium Open           | Quito, Ekvádor           | 35 000 $  | antuka       | Giovanni Lapentti | 2–6, 6–3, 6–4       | João Souza         |
| 129. | 4. říjen  | Open Tarragona Costa Daurada        | Tarragona, Španělsko     | 30 000 €  | antuka       | Marcel Granollers | 1–6, 7–5, 6–0       | Jaroslav Pospíšil  |
| 130. | 11. říjen | Tashkent Challenger                 | Taškent, Uzbekistán      | 125 000 $ | tvrdý        | Karol Beck        | 6–7(4), 6–4, 7–5    | Gilles Müller      |
| 131. | 11. říjen | Copa Petrobras Asunción             | Asunción, Paraguay       | 75 000 $  | antuka       | Rui Machado       | 6–2, 3–6, 7–5       | Ramón Delgado      |
| 132. | 11. říjen | Open de Rennes                      | Rennes, Francie          | 64 000 €  | tvrdý (h)    | Marc Gicquel      | 7–6(6), 4–6, 6–1    | Stéphane Bohli     |
| 133. | 11. říjen | Royal Bank of Scotland Challenger   | Tiburon, USA             | 50 000 $  | tvrdý        | Tobias Kamke      | 6–1, 6–1            | Ryan Harrison      |
| 134. | 18. říjen | Samsung Securities Cup              | Soul, Jižní Korea        | 125 000 $ | tvrdý        | Lu Jan-sun        | 6–3, 6–4            | Kevin Anderson     |
| 135. | 18. říjen | Open d'Orléans                      | Orléans, Francie         | 106 500 € | tvrdý (h)    | Nicolas Mahut     | 2–6, 7–6(6), 7–6(4) | Grigor Dimitrov    |
| 136. | 18. říjen | Copa Petrobras Santiago             | Santiago de Chile, Chile | 100 000 € | antuka       | Fabio Fognini     | 6–2, 7–6(2)         | Paul Capdeville    |
| 137. | 18. říjen | Calabasas Pro Tennis Championships  | Calabasas, USA           | 50 000 $  | tvrdý        | Marinko Matosevic | 2–6, 6–4, 6–3       | Ryan Sweeting      |
| 138. | 25. říjen | Copa Petrobras São Paulo            | São Paulo, Brazílie      | 75 000 $  | antuka       | Marcos Daniel     | 6–1, 3–6, 6–3       | Thomaz Bellucci    |

## Listopad
| Č.   | Datum        | Turnaj                                        | Místo konání                 | Dotace    | Povrch      | Vítěz              | Výsledek            | Poražený finalista   |
| 139. | 1. listopad  | President's Cup                               | Nur-Sultan, Kazachstán       | 125 000 $ | tvrdý       | Ivan Dodig         | 6–4, 6–3            | Igor Kunicyn         |
| 140. | 1. listopad  | Seguros Bolívar Open Medellín                 | Medellín, Kolumbie           | 50 000 $  | antuka      | Marcos Daniel      | 6–3, 7–5            | Juan Sebastián Cabal |
| 141. | 1. listopad  | Virginia National Bank Men's Pro Championship | Charlottesville, USA         | 50 000 $  | tvrdý       | Robert Kendrick    | 6–2, 6–3            | Michael Shabaz       |
| 142. | 1. listopad  | Bauer Watertechnology Cup                     | Eckental, Německo            | 30 000 €  | koberec (h) | Igor Sijsling      | 3–6, 6–2, 6–3       | Ruben Bemelmans      |
| 143. | 8. listopad  | Internazionali Tennis Val Gardena Südtirol    | Urtijëi, Itálie              | 64 000 €  | koberec (h) | Michał Przysiężny  | 6–3, 7–5            | Lukáš Lacko          |
| 144. | 8. listopad  | Knoxville Challenger                          | Knoxville, USA               | 50 000 $  | tvrdý       | Kei Nišikori       | 6–1, 6–4            | Robert Kendrick      |
| 145. | 8. listopad  | Challenger Ciudad de Guayaquil                | Guayaquil, Ekvádor           | 50 000 $  | antuka      | Paul Capdeville    | 6–3, 3–6, 6–3       | Diego Junqueira      |
| 146. | 8. listopad  | Lambertz Open by STAWAG                       | Aachen, Německo              | 42 500 €  | koberec (h) | Dustin Brown       | 6–3, 7–6(3)         | Igor Sijsling        |
| 147. | 8. listopad  | AEGON Pro-Series Loughborough                 | Loughborough, Velká Británie | 42 500 €  | tvrdý (h)   | Matthias Bachinger | 6–3, 3–6, 6–1       | Frederik Nielsen     |
| 148. | 15. listopad | Ritro Slovak Open                             | Bratislava, Slovensko        | 106 500 € | tvrdý (h)   | Martin Kližan      | 7–6(4), 6–2         | Stefan Koubek        |
| 149. | 15. listopad | JSM Challenger of Champaign–Urbana            | Champaign, USA               | 50 000 €  | tvrdý (h)   | Alex Bogomolov     | 5–7, 7–6(7), 6–3    | Amer Delić           |
| 150. | 15. listopad | ATP Salzburg Indoors                          | Salcburk, Rakousko           | 42 500 €  | tvrdý (h)   | Conor Niland       | 7–6(5), 6–7(2), 6–2 | Jerzy Janowicz       |
| 151. | 15. listopad | Abierto Int'l Varonil Casablanca Cancún       | Cancún, Mexiko               | 35 000 $  | antuka      | Pere Riba          | 6–4, 6–0            | Carlos Berlocq       |
| 152. | 22. listopad | IPP Open                                      | Helsinky, Finsko             | 106 500 € | tvrdý (h)   | Ričardas Berankis  | 6–1, 2–0, RET.      | Michał Przysiężny    |
| 153. | 22. listopad | Copa Topper                                   | Buenos Aires, Argentina      | 75 000 €  | antuka      | Diego Junqueira    | 6–1, 2–0, RET.      | Juan Pablo Brzezicki |
| 154. | 22. listopad | Dunlop World Challenge                        | Tojota, Japonsko             | 35 000 $  | antuka      | Tacuma Itó         | 6–4, 6–2            | Júiči Sugita         |

## Prosinec
žádný turnaj

## Tretorn SERIE+ 2010
Tretorn SERIE+ 2010 hraná v rámci ATP Challenger Tour.
| Turnaj       | název                    | místo        | stát       | povrch      | vítěz dvouhry         | vítězové čtyřhry                            |
| ------------ | ------------------------ | ------------ | ---------- | ----------- | --------------------- | ------------------------------------------- |
| Bělehrad     | GEMAX Open               | Bělehrad     | Srbsko     | koberec (h) | Karol Beck            | Ilija Bozoljac / Jamie Delgado              |
| Tunis        | Tunis Open               | Tunis        | Tunisko    | antuka (h)  | José Acasuso          | Jeff Coetzee / Kristof Vliegen              |
| Lugano       | BSI Challenger Lugano    | Lugano       | Švýcarsko  | antuka      | Stanislas Wawrinka    | Frederico Gil / Christophe Rochus           |
| Turín        | Sporting Challenger      | Turín        | Itálie     | tvrdý       | Simone Bolelli        | Frederico Gil / Carlos Berlocq              |
| Scheveningen | Siemens Open             | Scheveningen | Nizozemsko | antuka      | Denis Gremelmayr      | Franco Ferreiro / Harsh Mankad              |
| Pozoblanco   | Open Diputación          | Pozoblanco   | Španělsko  | tvrdý       | Rubén Ramírez Hidalgo | Marcel Granollers / Gerard Granollers-Pujol |
| Poznań       | Poznań Porsche Open      | Poznaň       | Polsko     | antuka      | Denis Gremelmayr      | Rui Machado / Daniel Muñoz-De La Nava       |
| Cordenons    | Zucchetti Kos Tennis Cup | Cordenons    | Itálie     | antuka      | Steve Darcis          | Robin Haase / Rogier Wassen                 |
| San Marino   | San Marino CEPU Open     | San Marino   | San Marino | antuka      | Robin Haase           | Daniele Bracciali / Lovro Zovko             |
| Segovia      | Open Castilla y León     | Segovia      | Španělsko  | tvrdý       | Daniel Gimeno Traver  | Thiago Alves / Franco Ferreiro              |
| Štětín       | Pekao Open               | Štětín       | Polsko     | tvrdý       | Pablo Cuevas          | Dustin Brown / Rogier Wassen                |
| Mons         | Ethias Trophy            | Mons         | Belgie     | tvrdý (h)   | Adrian Mannarino      | Filip Polášek / Igor Zelenay                |
| Bratislava   | Tatra Banka Slovak Open  | Bratislava   | Slovensko  | tvrdý (h)   | Martin Kližan         | Colin Fleming / Jamie Murray                |